# Kalamansig
Kalamansig es un municipio filipino de primera categoría, situado al sur de la isla de Mindanao. Forma parte de  la provincia de Sultán Kudarat situada en la Región Administrativa de Soccsksargen también denominada Región XII. Para las elecciones está encuadrado en el Segundo Distrito Electoral de esta provincia.

## Geografía
Municipio ribereño del mar de Célebes, a su puerto se puede llegar  por tierra desde Lebak, a través de una carretera; y de las zonas remotas, como Isulan, Bagumbayan y Valle de Kulamán a través de un camino.

### Barrios
El municipio  de Kalamansing se divide, a los efectos administrativos, en 15 barangayes o barrios, conforme a la siguiente relación:
| - Bantogón - Cádiz - Datu Ito Andong | - Datu Wasay - Dumangás Nuevo - Hinalaán | - Limulán - Nalilidán - Obial | - Pag-asa - Paril - Población | - Sabanal - Sangay - Santa María |  |

### Comunicaciones
Sitaudo 12 kilómetros al sur de Lebak a través de una carretera parcialmente hormigonado. Desde este lugar podemos acceder hasta  Isulan, la  capital provincial.
En dirección  noreste tenemos que recorrer 160 km de terreno accidentado hasta alcanzar el municipio montañoso denominado oficialmente Senador Ninoy Aquino.

## Historia
Cuenta la leyenda que cuando se produjo una fuerte hambruna el siglo XVII  el sultán Kulaman  se aventuró solo llevando  yuca,  alimento básico de los Manobos, para remediar la hambruna. Antes de regresar a casa el sultán fue arrastrado por la corriente cuando lavaba raíces en el río, lo que ocasionó su muerte.
Al encontrar su cadáver río abajo exclamaron: "Kulaman-sa-ig", que quiere decir  Kulamán en el agua.

### Influencia española
Este territorio formaba parte de la Capitanía General de Filipinas (1520-1898).
Hacia 1696 el capitán Rodríguez de Figueroa obtiene del gobierno español el derecho exclusivo de colonizar Mindanao.
El 1 de febrero de este año parte de Iloilo alcanzando la desembocadura del Río Grande de Mindanao, en lo que hoy se conoce como la ciudad de Cotabato.

### Independencia
En honor al líder tribal manobo, el río donde fue encontrado su cadáver, y más tarde, todo el valle superior recibe el nombre de Kulaman, barrio de Kalamansig que más tarde pasa a formar parte del nuevo municipio de Senador Ninoy Aquino: 
En la década de 1940  Julio Sarayba solicita la creación de un nuevo municipio. El 24 de julio de 1953 fue rechazada una nueva solicitud suscrita por diecisiete  líderes  de PAT-A-DALAPA, asociación que  defendía los intereses de las comunidades costeras se  Kraan, de Kanipan, de Palimbang y de Magnano. Finalmente Palimbang fue proclamado municipio el 14 de agosto de 1959.
El 29 de diciembre de 1961, por recomendación de la Junta Provincial de Cotabato se crea en la provincia de Cotabato un municipio a ser conocido como Kalamansig que constará de los siguientes barrios y sitios de los municipios de Lebak y Palimbang, de la misma provincia.
- De Lebak, 20:  Kalamansig, Lun, Pitas, Dansalang, Pigtitiguinas, Madu, Puerto Lebak, Linek, Santa Clara, Sibayor,  Nalilidán, Bosaguán,  Calubcub, Camp III, Posal, Limbato, Limután, Simsimán, Cádiz y Tipudis.
- De Palimbang, 8: Sangay, Mat, Danaguán, Pasil, Basiguag, Narra y Kulamán del Norte.

El 17 de febrero de 1989 los barrios de  Buenaflores, Bugso, Kiadsam, Kadi, Kulamán, Malegdeg y Sewod, hasta entonces pertenecientes al municipio de  Kalamansig, junto con el barrio de Langgal, del municipio de Bagumbayan, pasan a formar el nuevo municipio denominado Senador Ninoy Aquino cuyo ayuntamiento se constituye en el barrio de Kulamán.